# 마드리드 지하철

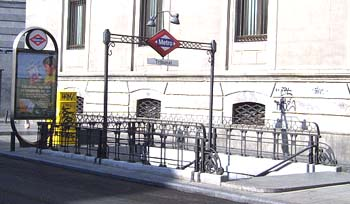
안토니오 팔라시오스가 디자인한 전형적인 마드리드 지하철역 출입구. 트리부날 역에서 촬영되었다.

마드리드 지하철(스페인어: Metro de Madrid)는 스페인의 수도 마드리드에 운영되는 지하철 교통 체계이다. 마드리드는 인구수로 치면 50번째쯤의 순위에 오르는 도시이지만, 마드리드 지하철은 세계에서 8번째로 긴 지하철 구간을 지닌다. 마드리드 지하철은 근 20년 사이 빠르게 발전하였고, 상하이 메트로, 광저우 메트로, 베이징 메트로나 델리 메트로와 같은 다수의 아시아 지하철 체계와 함께 세계에서 가장 빠르게 발전하는 지하철 교통 체계로 손꼽힌다. 스페인의 차량이 우측 통행 방식을 사용하는 것과 대조되게 마드리드 지하철은 역사적인 이유로 좌측 통행 체계를 지닌다. 마드리드 지하철은 매일 오전 6시에 첫차를 운행하고 막차를 익일 오전 1시 반에 운행한다.
2007년부터 체계가 마드리드 경전철 (Metro Ligero)이라는 경전철 체계가 개통했다. '환승' 체계가 지하철과 통근 열차와의 도시간 연계를 돕는다.
일부 지하역들은 규모가 커서 대규모 행사도 열 수 있는데, 예를 들어 2011년 5월에는 3일간 피트니스 행사로 2,600명의 관객을 끌어모았다. 한 역은 200 평방미터의 고고학 박물관이다.
마드리드 지하철에는 1,698개의 에스컬레이터가 설치되어 있는데, 이는 세계 최다이다.

## 역사

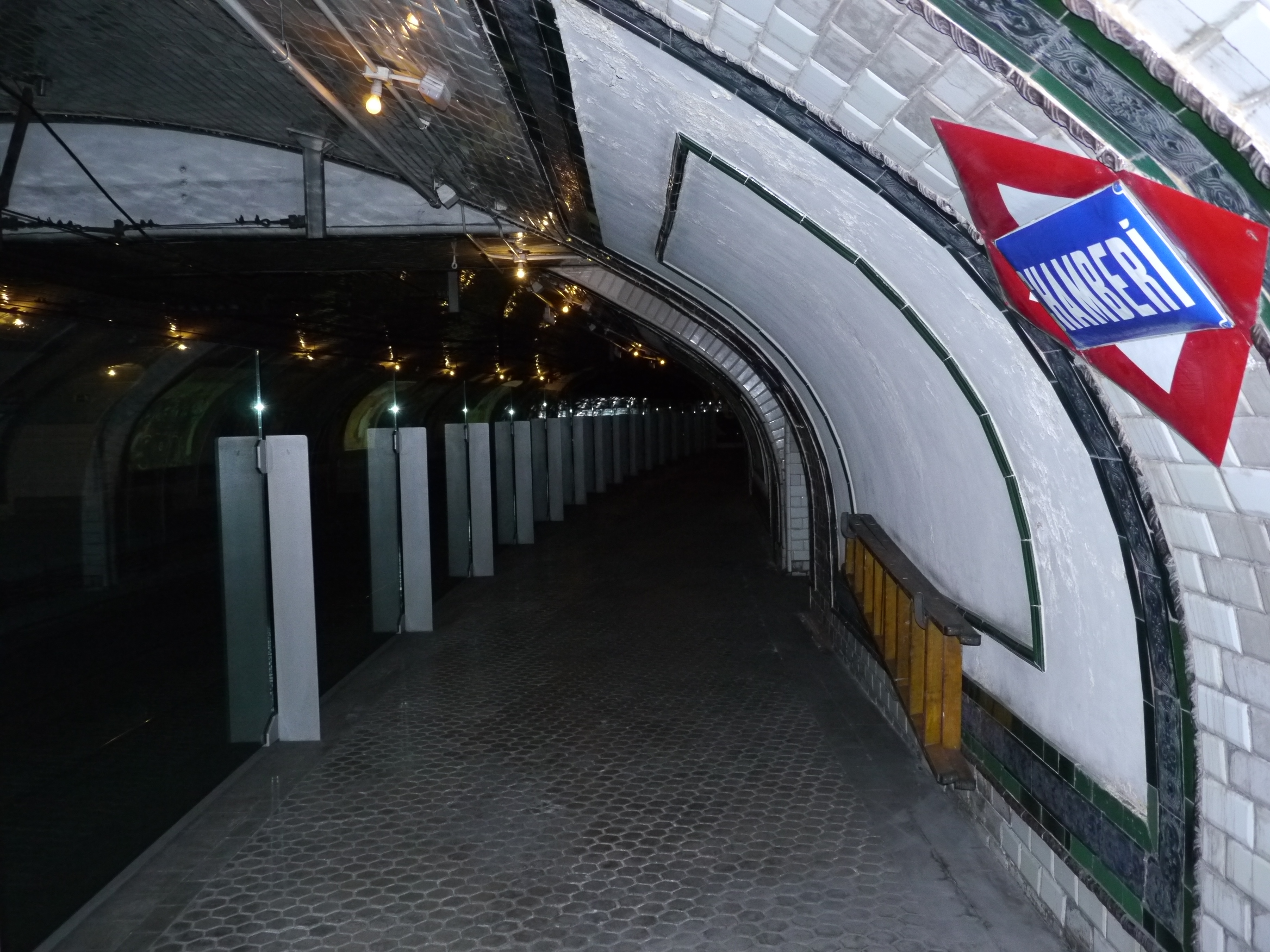
현재 폐역된 1호선 참베리 역.

마드리드의 첫 노선은 1919년 10월 17일, 알폰소 13세 지하철 공사 (Compañía de Metro Alfonso XIII)의 주도 하에 8개역 (3.5km) 이 개통하며 운행을 시작했다. 마드리드 지하철은 스페인에 최초로 개통한 지하철 교통망이며, 부에노스아이레스 지하철에 이어 두번째로 개통한 스페인어권 국가의 지하철이다.  역은 좁은 60m의 승강장을 지니도록 지어졌다. 1919년 이후 노선이 확장되고 추가 노선의 개통하였다. 1936년에 들어서는 3개의 노선이 운영에 들어갔고, 오페라 역과 노르테 기차역까지 잇는 지선이 영업했다. 이 역들은 스페인 내전 기간 동안 공습 대피소로도 사용되었다.

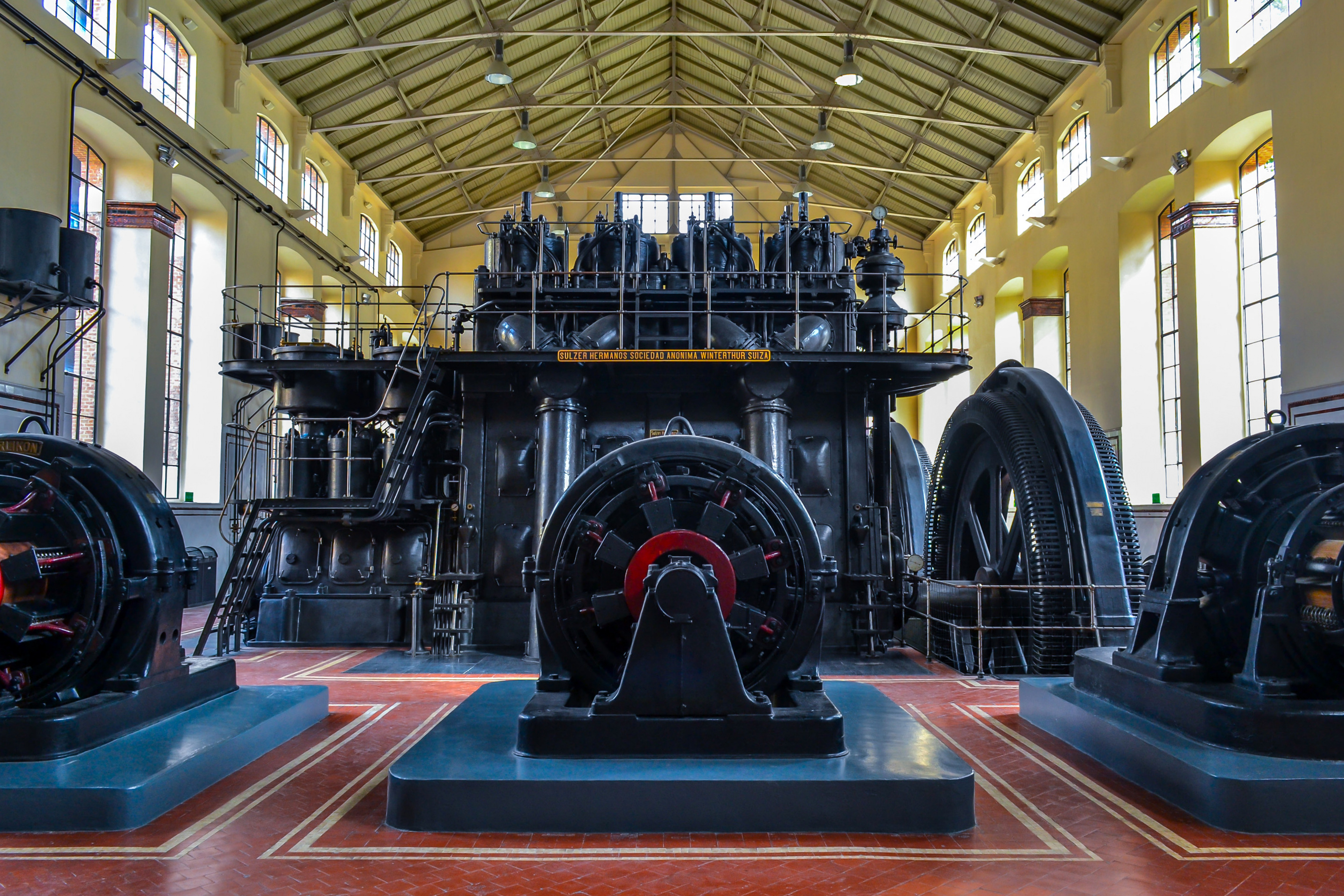
스페인 내전 기간 이전에 마드리드 지하철은 전기는 이 디젤 모터로 생산되었었다.

내전 이후, 꾸준히 노선 확장 작업을 진행하였다. 1944년, 4번째 노선이 개통하였고, 1958년, 고야역과 디에고 데 레온역 사이의 2호선 지선 구간을 이 노선이 편입시켰다. 건설 당시에도 4호선의 구간으로 사용될 계획인었으나, 4호선 개통 전까지 이 구간은 2호선의 지선 구간이었다.
1960년대에 들어, 에스파냐 광장과 카라반첼 사이에 교외선이 지어져서 2호선과 (노비시아도 역에 긴 환승통로로) 3호선에 연결되었다. 5호선은 90m의 협소한 승강장을 지니는 형태로 만들어졌다. 5호선 1단계 개통 후, 1호선 승강장의 규모가 60m에서 90m로 확장되었고, 교회역과 매우 근접했던 (거리가 500m도 안된 곳에 떨어져 있었다.) 참베리 역이 폐쇄되었다. 폐쇄된 참베리역은 근래에 들어서야 박물관으로 재개장 하면서 대중에 다시 모습을 드러냈다.
1970년대 초, 마드리드의 경제 발전으로 도시가 확산하면서 지하철 교통망이 이를 따라잡기 위해 크게 확장되었다. 신설 노선은 115m의 승강장을 지니도록 설계되었다. 4호선과 5호선의 연장도 동시에 착수되었다. 1979년, 방만한 운영으로 재정난에 봉착했다. 기존에 시작한 연장 사업은 1980년대에 완료하였고, 나머지 계획은 백지화되었다. 기존 계획의 백지화로 100km의 지하철 망이 완성되었고, 교외선 계획도 알론소 마르티네스 구간 연장과 10호선의 신설로 백지화되었다.
1990년대 초, 지하철 교통망의 운영권이 메트로 데 마드리드의 권한으로 사유화되었다. 그에 따라 많은 대규모 연장 계획이 착수되었다. 1호선, 4호선, 그리고 7호선이 연장되었고, 11호선이 좀 더 마드리드의 시 외곽으로 뻗어나가는 구상으로 계획되었다. 8호선과 10호선이 합쳐져 더 긴 형태의 10호선이 되었고, 새로운 8호선이 신설되어 공항까지 연결했다. 9호선은 연장으로 마드리드 외곽으로 뻗어나가는 최초의 노선이 되었고, 이 노선은 마드리드 남서쪽 교외 지역에 위치한 두 위성도시 리바스-바시아마드리드와 아르간다 델 레이를 이었다.
2000년대 초, 50km 가량의 기존 구간 터널을 보수하는 대규모 작업에 착수하였다. 공사는 마드리드 도심 (신청사) 와 공항 간을 직통 시키는 8호선 남쪽 외곽에 40km를 순환하는 메트로수르 (MetroSur) 공사도 포함되어 있었다.
유럽 토목 공학 역사상 최대 사업인 메트로수르는 2003년 4월 11일에 개통하였다. 41km의 터널이 28개의 역을 잇는 구조로 되어 있으며, 10호선과의 새로운 환승역이 생겨 도심과 광역 전철간의 연계력을 강화 시켰다. 2000년 6월에 착공하여 3년도 안 되어 완공되었다. 이 노선은 헤타페, 모스톨레스, 알코르콘, 푸엔라브라다, 그리고 레가네스를 잇는다.
마드리드 지방 정부는 현재도 지하철 교통망의 확장에 힘을 쏟고 있다. 2003년과 2007년 기간 사이 에스페란사 아기레 회장은 수억만불의 사업을 지원하였고, 그에 따라 거의 모든 지하철 노선들이 신설, 통합, 혹은 연장되었다. 진행중인 사업에는 90km에 이르는 80개역 신설도 포함된다. 이 사업에는 지하철망에 포함되지 않은 다수 교통 사각지대와의 연결도 포함되며, (비야베르데, 마노테라스, 카라반첼 알토, 라 엘리파, 비나르 데 차마르틴)  동쪽 및 북쪽 교외 연장 (코슬라다, 산 페르난도 데 에나레스, 알코벤다스, 산세바스티안 데 로스 레예스) 도 계획에 포함된다. 마드리드에서는 최초로 3개의 경전철 (Metro Lingero, ML) 노선이 서쪽 교외 (포수엘로 데 알라르콘, 보바디야 델 몬테) 와 - mL2선과 mL3선 - 산치나로와 라스 타블라스를 연결하는 mL1선이 연결을 목적으로 신설되었다. 최근 연장 사업으로 8호선은 신설된 마드리드 바라하스 공항의 T4 터미널까지 연결되도록 만들었다.

## 지하철역
마드리드 치하철의 역은 역사 건설 시기에 따라 건축양식도 상당히 다른 편이다. 오래되었을 수록 역사가 조금 작고 플랫폼도 작은 편이어서 파리 지하철과 비슷한 양상을 보인다. 역에 따라 색깔 별로 강조를 준 저도 특징이어서 최신식 역과 함께 보조를 맞춰 기존 역사도 다시 색감을 바꾸고 있다. 70년대 후반에서 90년대 초반에 지어진 역의 경우 조금 더 공간이 크고 벽이 크림 색깔이다.
반면에 최신식의 역들은 전체적으로도 초기 역보다 월등히 크기가 크고 자연 그대로의 조명과 출입구를 짓도록 배려한 점에 있어서는 세계 최고라는 평가를 받기도 한다.
대부분의 역은 양방향 플랫폼으로 지어져 있으며 이용자수가 특히 많은 역은 가운데에도 따로 출입구가 마련되어 있다는 점이 특징이다. 이것은 바르셀로나 지하철에서 쓰이던 점에서 착안하여 마드리드 지하철 역 일부에도 도입된 것이다.

## 노선
마드리드 지하철에는 총 330개의 역이 있으며 12개의 노선으로 1개의 지선이 따로 있다. 총 길이는 294 km이며 전체 역 중 대다수가 지하에 있다. 이외에도 리헤로 선(Metro Ligero)의 30km 정도는 마드리드 중심가의 대다수와 통한다.
원래 마드리드 지하철은 시 내부에서만 순환하는 구조를 택하였지만 오늘날에 와서는 전체 트랙의 1/3이 마드리드 인근의 외곽과도 통한다. 전체 지하철 네트워크는 크게 다섯 지역으로 나뉜다.
- 메트로 마드리드(MetroMadrid - A구역): 마드리드 시 내에서 가장 핵심적인 네트워크를 이루는 지하철로서 전체 길이 중 2/3을 차지한다. 표시는 다음과 같다.
- 메르토 수르(Metro Sur - B1/B2 구역): 12호선과 10호선의 마지막 2개 역을 포함하는 구역을 말한다. 도시의 남쪽 부근을 지나면서 알코르콘, 레가네스, 헤타페, 푸엔라브라다, 모스톨레스 등의 도시와 도 연결된다.
- 메트로 에스테(MetroEste-동쪽의 지하철) (B1구역): 7호선의 연장선에 해당하는 것으로 산 페르난도 지역과 올림픽 위원회를 잇는다.
- 메트로 노르테(MetroNorte - B1구역): 2007년 개통한 지하철 역으로서 10호선의 일부 구간이 여기에 들어간다. 마드리드의 북쪽 외곽을 비롯하여 알콘벤다스와 산 세바스챤 일부까지 운행된다.
- 메르토오에스테(MetrOeste - B1/B2구역): 서쪽의 지하철이라는 뜻을 지니며 리헤로 선과 10호선을 두루 연결하도록 지어져 있다. 주요하게는 포수엘로 일대와 보아디야 델 몬테 지역을 통하게 한다.
- TFM(B1, B2, B3구역): 9호선의 연장선으로서 푸에르타 데 아르간다에서 리바스-바시아마드리드(Rivas-Vacíamadrid) 등의 외곽 위성도시까지 운행된다.

각 구역에서 구역으로 지하철을 타고 이동할 당시 만약에 한 구획의 외곽 쪽에 있다면 다른 노선으로 갈아타서 마드리드 중앙으로 향하는 지하철로 갈아타는 것이 좋다. 마드리드 중앙 부분을 지나는 지하철 간격이 더 자주 있기 때문이다.
| 노선 | 노선         | 길이      | 역의 수 | 역 넓이 | 승강장 길이 |
| ---- | ------------ | --------- | ------- | ------- | ----------- |
| 1    | 1호선        | 23.876 km | 33      | 협궤    | 90 m        |
| 2    | 2호선        | 14.031km  | 20      | 협궤    | 60 m        |
| 3    | 3호선        | 16.424 km | 18      | 협궤    | 90 m        |
| 4    | 4호선        | 16km      | 23      | 협궤    | 60 m        |
| 5    | 5호선        | 23.217 km | 32      | 협궤    | 90 m        |
| 6    | 6호선        | 23.472km  | 28      | 광궤    | 115 m       |
| 7    | 7호선        | 32.919km  | 31      | 광궤    | 115 m       |
| 8    | 8호선        | 16.467 km | 8       | 광궤    | 115 m       |
| 9    | 9호선        | 39.5 km   | 30      | 광궤    | 115 m       |
| 10   | 10호선       | 36.514 km | 32      | 광궤    | 115 m       |
| 11   | 11호선       | 8.5       | 7       | 광궤    | 115 m       |
| 12   | 12호선       | 40.96km   | 28      | 광궤    | 115 m       |
| R    | 라말 선      | 1.092km   | 2       | 협궤    | 60 m        |
| mL1  | 경전철 1호선 | 5.395km   | 9       | 전차    | 32 m        |
| mL2  | 경전철 2호선 | 8.680km   | 13      | 전차    | 32 m        |
| mL3  | 경전철 3호선 | 13.7 km   | 16      | 전차    | 32 m        |

### 기타설명
- Line R이라는 것은 스페인어로 Raml(라말) 즉 지선을 의미한다.
- 오래된 역사는 장애인이 이용하기 어렵지만 1995년 이후로 모든 새로운 역사는 어느 누구도 접근이 가능하게 지어지도록 법적으로 제재를 받고 있다. 따라서 모든 새로운 역과 리모델링한 역사는 휠체어를 위한 엘레비에터와 시각장애인을 위한 별도의 시설을 갖춰야만 한다.
- 모든 초기 역은 원래 60m의 넓이었지만 1호선부터 90m로 크기를 확장하였다. 다만 3호선은 2000년이 돼서야 확장 공사를 하게 되었다. 때문에 3호선은 거의 1년간 역사 확장 및 보수 공사를 위해 문을 닫아야 했다.

## 운영
지하철은 자회사인 지하철공사 이외에도 마드리드 시의 관련 부서에서 함께 운영된다. 9호선의 경우 마드리드 교통공사(Transportes Ferroviarios de Madrid - TMF)가 관리를 맡고 있다.

## 같이 보기
- 마드리드 경전철
- 세계 각국의 도시 철도